# Desmopterella curvicercis
Desmopterella curvicercis är en insektsart som beskrevs av Willy Adolf Theodor Ramme 1941. Desmopterella curvicercis ingår i släktet Desmopterella och familjen Pyrgomorphidae. Inga underarter finns listade i Catalogue of Life.